# Sebastian (álbum)
Sebastian es el primer álbum del cantante sueco Sebastian Karlsson.

## Lista de canciones
1. Indifferent
2. Bring Me Some Water
3. Do What You're Told
4. Life On Mars
5. Birthmarks
6. This House Is Not For Sale (Ryan Adams)
7. Stay Real
8. Start Me Up
9. Human
10. Diamond

- Datos: Q4348050